# سونغ يادونغ
كريستيان (بالصينية: 宋亚东؛ مواليد 2 ديسمبر 1997) هو مُقاتل فنون قتالية مختلطة صيني.

## وصلات خارجية
- سونغ يادونغ على موقع يو إف سي (الإنجليزية)
- سونغ يادونغ على موقع شيردوغ (الإنجليزية)
- سونغ يادونغ على موقع Tapology.com (الإنجليزية)
- سونغ يادونغ على موقع IMDb (الإنجليزية)